# Runne, Sakî
Runne (în ucraineană Рунне) este un sat în comuna Ohotnîkove din raionul Sakî, Republica Autonomă Crimeea, Ucraina.

## Demografie
Componența lingvistică a localității Runne
     Rusă (41,73%)
     Ucraineană (33,33%)
     Tătară crimeeană (22,96%)
Conform recensământului din 2001, nu exista o limbă vorbită de majoritatea populației, aceasta fiind compusă din vorbitori de rusă (41,73%), ucraineană (33,33%) și tătară crimeeană (22,96%).